# Olga Chojecka
Olga Chojecka z domu Niedziałek (ur. 30 czerwca 1997) – polska lekkoatletka specjalizująca się w chodzie sportowym.
Wicemistrzyni Polski na dystansie 5000 m (2020) i (2022), złota (2023),  srebrna (2022) i brązowa medalistka Mistrzostw Polski Seniorów w Lekkoatletyce na dystansie 20 km (2018), (2019) i (2020) oraz wicemistrzyni Polski na dystansie 35 kilometrów (2023). Wicemistrzyni Polski w hali (Toruń 2021, Toruń 2023). Srebrna medalistka lekkoatletycznych MME Gävle 2019.
Jej brat, Łukasz, również jest chodziarzem.
Podczas mistrzostw świata w lekkoatletyce w 2023 w Budapeszcie zdobyła ósme miejsce w chodzie na 35 km.
Wystąpiła na Letnich Igrzyskach Olimpijskich w Paryżu w 2024, gdzie zajęła 16. miejsce w sztafecie mieszanej na dystansie maratonu w parze z Maherem Ben Hlimą.